# Blog 27
Blog 27 war eine polnische Popmusik-Gruppe, mit Tola Szlagowska als Sängerin.

## Geschichte
Die 2005 gegründete Band bestand aus den beiden am 27. November 1992 geborenen Sängerinnen Tola Klara Szlagowska und Alicja Julia Boratyn (Tola und Ala). Ihre erste Single Uh La La La erschien im Sommer 2005, das Debütalbum <LOL> folgte am 28. November 2005 und erreichte in Polen mit 70.000 bestellten Einheiten Doppelplatinstatus. Ihren Bandnamen sollen sie in Anlehnung an ihre liebste Tätigkeit, das Blog-Schreiben gewählt haben.
Ende 2005 folgte die zweite Single Hey Boy, eine Coverversion des gleichnamigen Titels von Teddybears STHLM. Seit 2006 sind Blog 27 beim Plattenlabel Kontor unter Vertrag, mit deren Unterstützung sie nun ihre Songs in Deutschland veröffentlichen werden. Medienpartner sind Super RTL und Nickelodeon. Seit Februar 2006 sind die beiden als Vorgruppe von Tokio Hotel im deutschsprachigen Raum auf Tour, ebenfalls im Februar wurde die Single Uh La La La in Deutschland herausgebracht.
Im Oktober 2006 gab Alicja bekannt, dass sie Blog 27 verlassen würde, um eine Solo-Karriere zu starten.
Am 19. April 2008 wurde das zweite Album Before I’ll Die in Polen veröffentlicht. Tola Klara Szlagowska zog Ende 2008 nach Los Angeles, wo sie an der Alexander Hamilton High School ihren Abschluss machte und anschließend am Los Angeles College of Music studierte. Daher wurde die Band 2008 aufgelöst.

## Diskografie

### Studioalben
| Jahr | Titel            | Höchstplatzierung, Gesamtwochen, AuszeichnungChartplatzierungen (Jahr, Titel, Platzierungen, Wochen, Auszeichnungen, Anmerkungen) | Höchstplatzierung, Gesamtwochen, AuszeichnungChartplatzierungen (Jahr, Titel, Platzierungen, Wochen, Auszeichnungen, Anmerkungen) | Höchstplatzierung, Gesamtwochen, AuszeichnungChartplatzierungen (Jahr, Titel, Platzierungen, Wochen, Auszeichnungen, Anmerkungen) | Höchstplatzierung, Gesamtwochen, AuszeichnungChartplatzierungen (Jahr, Titel, Platzierungen, Wochen, Auszeichnungen, Anmerkungen) | Anmerkungen                                             |
| Jahr | Titel            | PL | DE | AT | CH | Anmerkungen                                             |
| ---- | ---------------- | --- | --- | --- | --- | ------------------------------------------------------- |
| 2006 | <LOL>            | PL2 ×2Doppelplatin · (… Wo.)PL | DE27 (9 Wo.)DE | AT47 (6 Wo.)AT | CH78 (1 Wo.)CH | Erstveröffentlichung: 24. März 2006 Verkäufe: + 60.000  |
| 2008 | Before I’ll die… | PL3 Gold · (15 Wo.)PL | — | — | — | Erstveröffentlichung: 18. April 2008 Verkäufe: + 15.000 |

### Singles
| Jahr | Titel Album                     | Höchstplatzierung, Gesamtwochen, AuszeichnungChartplatzierungen (Jahr, Titel, Album, Platzierungen, Wochen, Auszeichnungen, Anmerkungen) | Höchstplatzierung, Gesamtwochen, AuszeichnungChartplatzierungen (Jahr, Titel, Album, Platzierungen, Wochen, Auszeichnungen, Anmerkungen) | Höchstplatzierung, Gesamtwochen, AuszeichnungChartplatzierungen (Jahr, Titel, Album, Platzierungen, Wochen, Auszeichnungen, Anmerkungen) | Höchstplatzierung, Gesamtwochen, AuszeichnungChartplatzierungen (Jahr, Titel, Album, Platzierungen, Wochen, Auszeichnungen, Anmerkungen) | Anmerkungen                            |
| Jahr | Titel Album                     | PL | DE | AT | CH | Anmerkungen                            |
| ---- | ------------------------------- | --- | --- | --- | --- | -------------------------------------- |
| 2006 | Uh La La La <LOL>               | PL17 (31 Wo.)PL | DE17 (11 Wo.)DE | AT23 (10 Wo.)AT | CH36 (10 Wo.)CH | Erstveröffentlichung: 17. Februar 2006 |
| 2006 | Hey Boy (Get Your Ass Up) <LOL> | PL24 (22 Wo.)PL | DE26 (9 Wo.)DE | AT24 (12 Wo.)AT | CH96 (1 Wo.)CH | Erstveröffentlichung: 21. April 2006   |
| 2006 | Wid Out Ya <LOL>                | PL56 (6 Wo.)PL | DE88 (3 Wo.)DE | AT56 (3 Wo.)AT | — | Erstveröffentlichung: Juni 2006        |

grau schraffiert: keine Chartdaten aus diesem Jahr verfügbar
Weitere Singles
- 2006: I Still Don’t Know Ya
- 2006: Who I Am
- 2008: Cute (I’m not cute)
- 2008: Fuck U!